# Wladimir (football)
Wladimir Rodrigues dos Santos dit Wladimir, né le 29 août 1954 à São Paulo, est un footballeur international brésilien évoluant au poste d'arrière gauche de 1972 à 1991.
Joueur majeur des Corinthians, Wladimir détient le record d'apparitions (803), du nombre d'apparitions en championnat du Brésil (267) et du nombre d'apparitions consécutives (161) sous le maillot paulista.

## Biographie
« Les Corinthians sont plus importants que l'équipe nationale. »

— Wladimir.
Il est également avec Sócrates, Zé Maria et Walter Casagrande l'un des leaders de la démocratie corinthiane. Un mouvement qui donne aux salariés du club le pouvoir de prendre les décisions le concernant de manière collective et qui se révolte contre la dictature militaire.
Wladimir apparaît cinq fois sous le maillot de l'équipe du Brésil entre 1977 et 1985 et participe à la Copa América 1983 où il atteint la finale.
Son fils Gabriel est également footballeur.

## Palmarès

### En club
| - SC Corinthians - Campeonato Paulista - Champion : 1977, 1979, 1982 et 1983. - Vice-champion : 1974 et 1984. - Championnat du Brésil - Vice-champion : 1976. |

### En sélection
| - Brésil - Copa América - Finaliste : 1983. |

### Individuel
- Meilleur arrière gauche du championnat brésilien en 1974, 1976 et 1982.
- 5 sélections en équipe du Brésil entre 1977 et 1985.
- Membre de l'équipe type du Campeonato Paulista du XXe siècle.
- Membre du Hall of fame des Corinthians.